# Kroksjön (Kättilstads socken, Östergötland)
Kroksjön är en sjö i Kinda kommun i Östergötland och ingår i Motala ströms huvudavrinningsområde. Sjön har en area på 0,106 kvadratkilometer och ligger 168 meter över havet.

## Delavrinningsområde
Kroksjön ingår i det delavrinningsområde (644135-150580) som SMHI kallar för Mynnar i Ämmern. Medelhöjden är 146 meter över havet och ytan är 17,21 kvadratkilometer. Det finns ett avrinningsområde uppströms, och räknas det in blir den ackumulerade arean 31,37 kvadratkilometer. Kvarntorpsån som avvattnar avrinningsområdet har biflödesordning 4, vilket innebär att vattnet flödar genom totalt 4 vattendrag innan det når havet efter 141 kilometer. Avrinningsområdet består mestadels av skog (81 procent). Avrinningsområdet har 0,3 kvadratkilometer vattenytor vilket ger det en sjöprocent på 1,8 procent.